# Mai întâi Europa
"Mai întâi Europa" (uneori și "Mai întâi Germania") a fost elementul cheie al strategiei globale a Statelor Unite și Marii Britanii în timpul celui de-al doilea război mondial. În conformitate cu această politică, SUA și Anglia urmau să-și folosească cu predilecție resursele pentru înfrângerea mai întâi a Germaniei naziste în Europa, folosind între timp mai puține resurse în lupta împotriva Japoniei în Oceanul Pacific, încercându-se doar o îndiguire a expansiunii nipone. După înfrângerea Germaniei, considerată cea mai mare amenințare de la începutul războiului la adresa aliaților din acel timp ai SUA, Anglia și Uniunea Sovietică, toate forțele urmau să fie folosite împotriva Japoniei, care era deja în conflict cu China și alte câteva națiuni din Asia. Dacă Germania ar fi învins Regatul Unit și Uniunea Sovietică, ar fi devenit foarte dificil pentru SUA să continue de unele singure războiul, în parte și datorită constituirii unei legături trans-euroasiatice între Berlin și Tokio. 

## Contextul general
Când Japonia a atacat SUA, Marea Britanie era deja implicată de mai mulți ani în războiul din Europa, dispunând de prea puține resurse pentru protejarea coloniilor sale îndepărtate. După ce Germania a declarat război Statelor Unite la 11 decembrie, SUA a trebuit să se hotărască rapid cum să-și distribuie mai eficient resursele între două teatre de luptă diferite și aflate la mare depărtare unul de celălalt. (În momentul de maximă extindere a puterii Axei, erau mai multe mii de kilometri de teritorii Aliate între regiunile de ocupație germane și nipone, astfel încât, dintr-un anumit punct de vedere, acțiunile militare din Pacific și Europa puteau fi considerate strategic separate.) Pe de altă parte Japonia atacase Statele Unite direct, iar marina niponă amenința teritoriul american într-o măsură în care Germania, cu o forță navală de suprafață limitată, nu era în măsură să o facă. În același timp însă, Germania era considerată dușmanul cel mai puternic și mai periculos, înainte de orice, datortită apropierii granițelor ei de cele ale Regatului Unit și Uniunii Sovietice, aliații principali ai SUA fiind cei mai amenințați de bombardamentele asupra Londrei și de luptele de pe frontul de răsărit. 

## Acordul
La scurtă vreme după intrarea în război a SUA, Marea Britanie și Statele Unite au căzut de acord (Conferința Arcadia) asupra strategiei "Mai întâi Europa". Statele Unite ale Americii s-au angajat să trimită trupele terestre și ale aerului să lupte împotriva Germaniei în Europa și Africa de îndată ce erau mobilizate și pregătite. Campania împotriva Japoniei urma să se concentreze pe îngrădirea expansiunii nipone până la terminarea războiului cu Germania, după care, forțele americane, britanice și, eventual, sovietice urmau să fie îndreptate împotriva Japoniei. Această stategie se concentra pe lupta împotriva inamicului care părea cel mai puternic dintre forțele Axei. De asemenea, această strategie trebuia să împiedice scoaterea Regatului Unit sau a Uniunii Sovietice din războiul împotriva Axei. 

## Consecințe
În practică Statele Unite au fost capabile să folosească cele mai multe portavioane și crucișătoare împotriva Japoniei, flota de suprafață germană fiind mică, iar navele americane de însoțire folosite în a doua bătălie a Atlanticului au fost în principal distrugătoare și distrugătoare de escortă, care erau destinate contracarării amenințării submarinelor naziste. 
Războiul din Pacific a putut fi purtat cu relativ puține efective terestre – în special cu unități ale pușcașilor marini americani – iar, până în momentul în care Germania a capitulat, Aliații recuceriseră Burma, Filipinele și un lanț de insule-baze militare pe drumul spre Japonia. SUA au început o masivă realocare a trupelor de pe teatrul de război european pe cel pacific în vederea declanșării invaziei în Japonia, numai că, între timp, Imperiul Nipon a capitulat ca urmare a bombardamentelor nucleare de la Hiroshima și Nagasaki și a victoriilor sovietice din Manciuria.
Un rezultat foarte evident al politicii "Mai întâi Europa" a fost faptul că bătăliile de pe teatrul european de luptă au avut tendința să fie evenimente planificate din timp cu grijă. Dispunând de mult mai puține resurse, Comandanții aliați din Pacific aveau tendința să conducă operațiuni de mai mică amploare, constituite ad hoc, și erau forțați să execute planificări strategice mult mai flexibile. În cazul bătăliei de la Leyte și mai târziu celei de la Iwo Jima, atacurile au fost declanșate cu o planificare strategică minimă.
Diferențele dintre teatrele de război erau datorate și naturii lor: în vreme ce teatrul european era în principal unul terestru, singura cale de înfrângere a Germaniei naziste era o invazie pe continent. Când Germania a capitulat, Berlinul a fost ocupat, și numai Norvegia a rămas sub controlul Axei. Prin contrast, înfrângerea Imperiului nipon a avut loc în condițiile în care japonezii aveau o forță navală importantă, distribuită pe o mare suprafață a oceanului și în multe insule. A fost nevoie de cucerirea mai multor insule cheie, pentru a reuși tăierea liniilor de aprovizionare, și de ocolirea unor baze militare importante (precum Rabaul și Laguna Truk). La sfârșitul celui de-al doilea război mondial japonezii stăpâneau încă cele mai importante teritorii cucerite în China și Asia de Sud-Est. 